# دیمیتری لینارد
دیمیتری لینارد (انگلیسی: Dimitri Liénard؛ زادهٔ ۱۳ فوریهٔ ۱۹۸۸) بازیکن فوتبال اهل فرانسه است.
از باشگاه‌هایی که در آن بازی کرده‌است می‌توان به باشگاه فوتبال استراسبورگ اشاره کرد.